# Salamis cytora
Salamis cytora är en fjärilsart som beskrevs av Doubleday 1847. Salamis cytora ingår i släktet Salamis och familjen praktfjärilar. Inga underarter finns listade i Catalogue of Life.